# It-sa

Logo

Die it-sa ist eine Fachmesse mit begleitendem Kongress (Congress@it-sa) zum Thema Informationssicherheit. Die Messe war von 1999 bis 2008 als Sicherheitshalle in die ehemalige Systems integriert. Daher leitet sich auch der Name der Messe ab: IT-SecurityArea auf der SYSTEMS. Seit 2009 findet die it-sa jährlich als eigenständige Messe im Messezentrum Nürnberg statt. Seit 2011 ist die NürnbergMesse Eigentümerin der it-sa.
Seit 2014 hat die it-sa einen Ableger in São Paulo, die it-sa Brasil, sowie seit 2018 die it-sa India in Mumbai. Im Zentrum der Veranstaltungen steht ein Kongress mit Teilnehmern verschiedener sicherheitskritischer Branchen.

## Themen und Zielgruppe

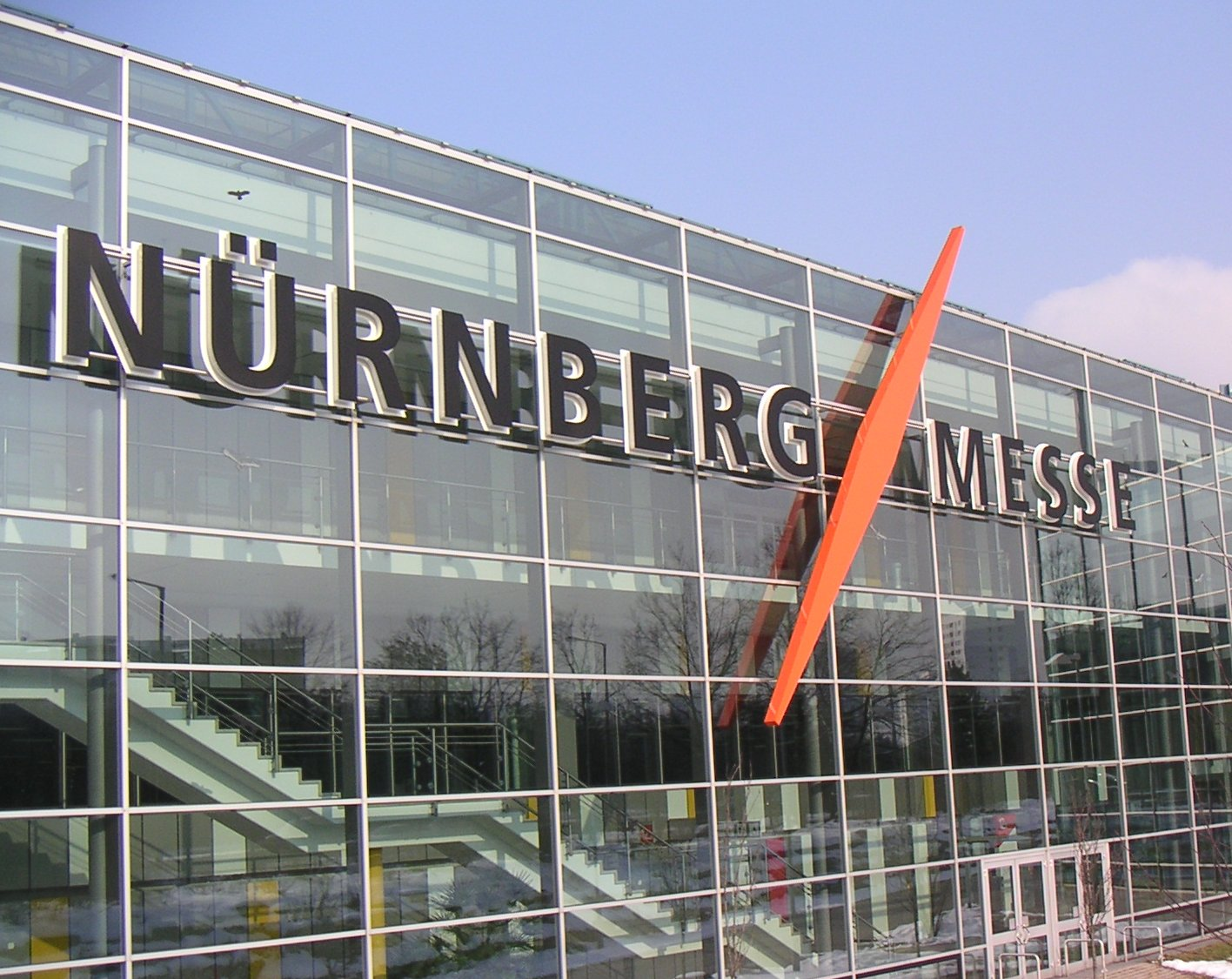
Fassade der NürnbergMesse, in der seit 2009 die it-sa stattfindet

Zielgruppe der it-sa sind alle, die sich beruflich mit dem Thema IT-Sicherheit beschäftigen. Dazu gehören unter anderem Projektleiter, Entwickler, Praktiker und Manager.
Die Aussteller auf der it-sa decken alle Bereiche der IT Security ab. Intelligente und selbstlernende Software, Incidence Response, die Abwehr von DDos-Angriffen und IT-Sicherheit für kritische Infrastrukturen zählten 2016 zu den meist diskutierten Themen.

## Rahmenprogramm
Seit 2012 wird die it-sa vom Kongressprogramm Congress@it-sa begleitet. Es richtet sich hauptsächlich an CIOs, IT-Sicherheitsbeauftragte und Experten. Während der it-sa finden außerdem zahlreiche Workshops, Tutorien, Tagungen und Mitgliederversammlungen statt.
2016 hielt der österreichische Jurist und Datenschutzaktivist Maximilian Schrems eine Special Keynote zum EU-Datenschutz mit dem Titel: „Mehr Datenschutz durch sichere IT-Infrastrukturen?“. Er gab einen Ausblick auf die ab Mai 2018 gültige Neuregelung, die nationale Datenschutzgesetze ablöst.
In drei offenen Foren informierten IT-Sicherheitsexperten mitten im Messegeschehen zu Herausforderungen und Trends. Insgesamt 230 Expertenbeiträge vermittelten den Zuhörern in Kurzvorträgen und Diskussionsrunden einen Überblick zu aktuellen Herausforderungen wie Ransomware, Standards und Zertifizierung oder IT-Sicherheit für kritische Infrastrukturen. Mit insgesamt 15 Vortragsreihen und 1.150 Teilnehmern verzeichnete Congress@it-sa 2016 einen neuen Rekord. International besetzt war die EICAR Conference, die teilparallel zur it-sa stattfand und in diesem Jahr die Vertrauenswürdigkeit von IT-Sicherheitslösungen in den Mittelpunkt der Expertendiskussion rückte.
2015 zählte die Keynote von Edward Snowden mit über 700 Zuhörern zu den Highlights. Der frühere Geheimdienst-Mitarbeiter erläuterte unter dem Titel „Schutz gegen die Dunklen Künste: Welche Probleme Cybersicherheit hat und wie sie zu lösen sind“ die aktuelle IT-Bedrohungslage und die Rolle der IT-Sicherheitsbranche.
Mit Sonderflächen setzt die Messe aktuelle Schwerpunkte. Die Sonderfläche IAM Arena stellt Lösungen für sichere IT-Infrastrukturen sowie für die Identitäts- und Zugriffsrechteverwaltung vor. Startups@it-sa richtet sich an junge Unternehmen und stellte ihnen Angebote vor.

## Besucher- und Ausstellerzahlen
2016 verzeichnete die it-sa mit 489 Ausstellern und über 10.100 Besuchern einen Aussteller- und Besucherrekord. 2015 kamen über 9.000 Besucher zur Fachmesse nach Nürnberg. Sie informierten sich bei 428 Ausstellern über die neuesten Trends der Branche. Seit 2011 sind die Zahlen FKM-geprüft und beziehen sich damit ausschließlich auf Fachbesucher mit bezahltem Ticket bzw. auf registrierte Nutzer einer Gastkarte.
Im Zuge der COVID-19-Pandemie  wurde 2020 ein permanentes Online-Angebot unter der Bezeichnung Itsa365 eingerichtet. 2022 fand die Messe wieder in Präsenz statt, es kamen fast 700 Aussteller und über 15.000 Besucher vor Ort sowie mehr als 1.800 Teilnehmer online.